# Ansbach Grizzlies
Stade
Maillots
Champion 1981, 1982, 1985
Les Ansbach Grizzlies est un club allemand de football américain basé à Ansbach. Ce club fut fondé en 1979.

## Palmarès

Ancien logo du club

- Champion d'Allemagne : 1981, 1982, 1985
- Vice-champion d'Allemagne : 1979, 1980, 1983, 1984, 1986